# Charles Ramson
Charles Ramson est une personnalité politique du Guyana.

## Vie de famille
Charles Shiva Ramson est le fils de Charles et Leila Ramson  et le filleul de Ashton Chase.

## Biographie
Charles Ramson fait ses études au Queen’s College de Georgetown puis obtient un diplôme de droit de l'université de Buckingham en Angleterre, avec mention très bien,. Plus tard, il obtient une maîtrise de l'université d'Aberdeen en Écosse.
Le 4 août 2020, il est nommé ministre de la culture, de la jeunesse et du sport du Guyana.